# Petra Thümer
 Petra Thümer (ur. 29 stycznia 1961 w  Karl-Marx-Stadt) – wschodnioniemiecka pływaczka, dwukrotna medalistka olimpijska z Montrealu.
Specjalizowała się w stylu dowolnym, rywalizowała na długich dystansach. Igrzyska w 1976 był jej jedyną olimpiadą. Triumfowała na dystansie 400 i 800 metrów stylem dowolnym. Pobiła 5 rekordów świata, w 1977 zdobyła trzy złote medale na mistrzostwach Europy (200 m, 400 m i 800 m stylem dowolnym).
Jej pierwszy mąż Klaus Katzur także był pływakiem i medalistą olimpijskim. Drugi, Alf-Gerd Deckert, był narciarzem klasycznym, olimpijczykiem z 1980.
Thümer, jak wielu sportowców pochodzących z NRD, brała doping w ramach systemu stworzonego przez państwo.